# Dave Colwell
Dave "Bucket" Colwell es un guitarrista británico reconocido por su trabajo con las bandas Bad Company, Samson, ASAP, The Eastenders, The Entire Population of Hackney, 720, The Torpedos, Angel Street, Roger Chapman's Shortlist, The Jones Gang y FM. Participó en la grabación del álbum Back on Track de Humble Pie en 2001, saliendo de gira hasta la disolución de la banda en 2003. Actualmente integra un supergrupo llamado Rock Steady, que incluye también, entre otros, a Rick Wills, conocido por su trabajo con Foreigner y su asociación con las bandas Small Faces, Peter Frampton y Bad Company.
Colwell empezó a grabar su primer álbum como solista en 2008, titulado Guitars, Beers & Tears. Finalmente fue publicado en 2010. Para la grabación del mismo contó con la colaboración de músicos como Steve Conte (New York Dolls), Adrian Smith (Iron Maiden), Robert Hart (The Jones Gang), Edwin McCain, Bekka Bramlett, Danny Bowes (Thunder), Spike (The Quireboys) y Jaz Lochrie.